# 茨諾里

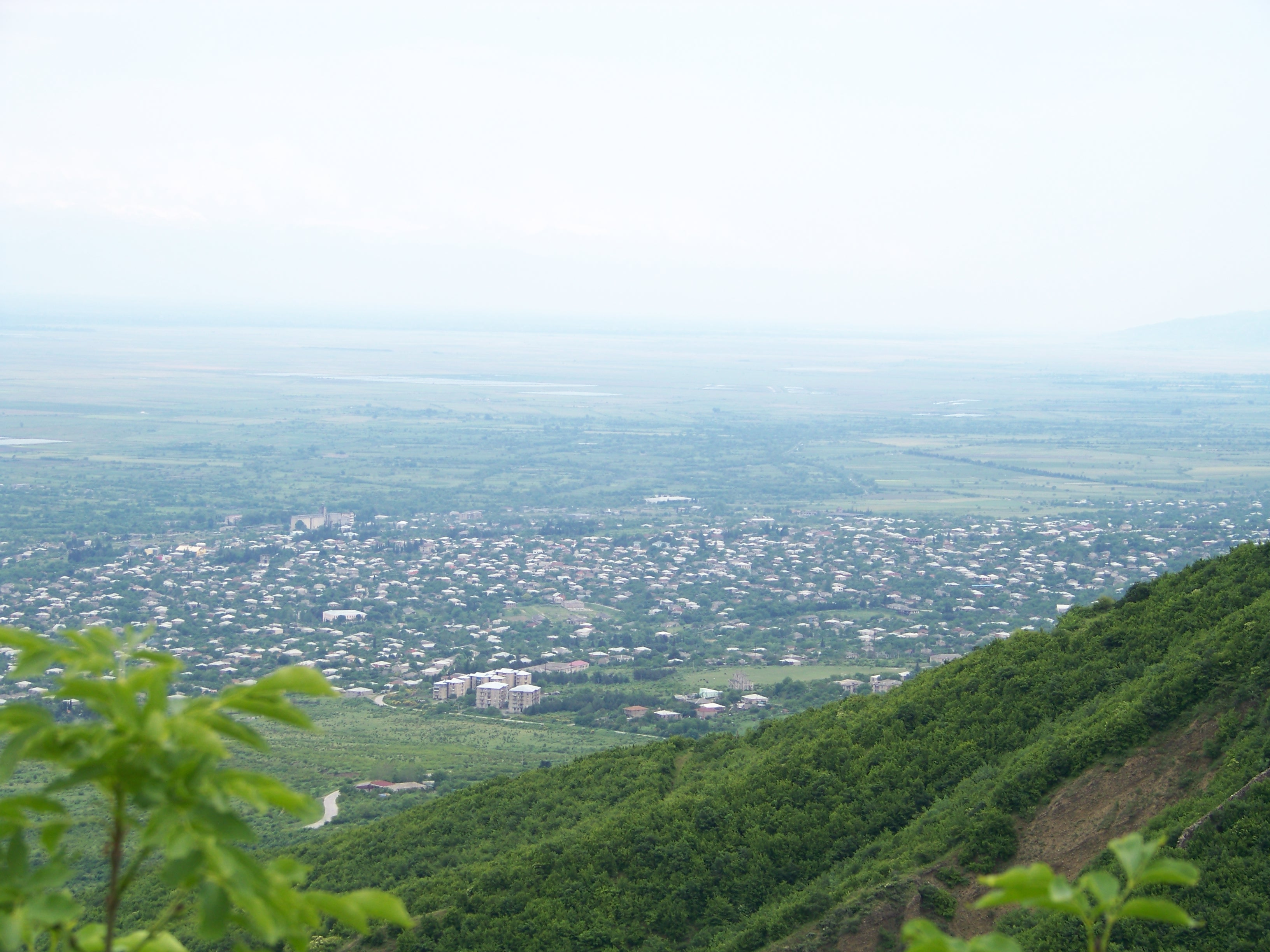
茨諾里

茨諾里是格魯吉亞東部卡赫蒂大区錫格納希市鎮的城鎮，位於阿拉扎尼河畔，距離古爾賈阿尼約25公里，毗鄰與俄羅斯接壤的邊境，2014年人口4,815。